# John Conyers
John James Conyers jr. (Highland Park (Michigan), 16 mei 1929 – Detroit, 27 oktober 2019) was een Amerikaans politicus van de Democratische Partij. Hij was van 1965 tot 2017 lid van het Huis van Afgevaardigden voor de 1e, 14e en 13e congresdistricten van Michigan. Conyers was daarnaast van 2015 tot 2017 het langst dienende lid. Hij is tevens een van de oprichters van de Congressional Black Caucus.

## Loopbaan
Conyers groeide op in Detroit en studeerde aan de Wayne State universiteit. Hij begon zijn politieke carrière als mensenrechtenactivist. Rosa Parks heeft tussen 1965 en 1988 als staflid voor hem gewerkt. In 1971 was hij een van de belangrijkste tegenstanders van Richard Nixon. 
Op 8 december 2004 was hij voorzitter van de delegatie die vermeende verkiezingsfraude tijdens de verkiezingen van 2004 onderzocht. Hij stelde in het Congres vragen over de vermeende onregelmatigheden bij de verkiezingen. Op 5 mei 2005 vroeg Conyers aan George W. Bush schriftelijk uitleg over de Downing Street memo. Aangezien de vraag onbeantwoord bleef, overhandigde hij een petitie met meer dan 560.000 handtekeningen aan de president. Hij heeft een rol gespeeld in Fahrenheit 9/11 van Michael Moore waar hij uitleg gaf over de aanslagen op 11 september 2001 en stelde dat de leden van het Huis van Afgevaardigden "de meeste wetten niet lezen". Bij de ophef die de website WikiLeaks in 2011 veroorzaakte door een groot pakket aan geheime correspondentie van Amerikaanse diplomaten te onthullen, pleitte Conyers ervoor de mensen achter de site niet te vervolgen.
Conyers werd als een belangrijk leider binnen de Democratische Partij en de Congressional Black Caucus beschouwd en door velen beschouwd als een van meest liberale leden. Hij was het hoofd van het Juridisch Comité namens de Democraten. Hij werd vaak gevraagd om zich beschikbaar te stellen voor het presidentschap, maar Conyers besloot altijd dat hij beter als lid van het Huis van Afgevaardigden zijn werk kan doen.
John James Conyers jr. overleed in 2019 op 90-jarige leeftijd.
- International Standard Name Identifier: 0000 0000 2566 9916
- Library of Congress Control Number: n85376924
- National Archives and Records Administration: 10569050
- SNAC: w6z90w7h
- Système universitaire de documentation: 087113201
- Biographical Directory of the United States Congress: C000714
- Virtual International Authority File: 72856161
- WorldCat: E39PBJgRP6hQkkTW64YJkCxdQq